# Жіноча збірна Франції з хокею із шайбою
Жіноча збірна Франції з хокею із шайбою (фр. Équipe de France de hockey sur glace féminin) — національна жіноча команда Франції з хокею із шайбою, що представляє країну на міжнародних змаганнях. Управління збірною здійснюється Французькою хокейною федерацію.

## Результати

### Виступи на чемпіонатах Європи
- 1991 – 7 місце
- 1993 – 9 місце (3-є місце Група В)
- 1995 – 11 місце (5-е місце Група В)
- 1996 – 11 місце (5-е місце Група В)

### Виступи на чемпіонатах світу
- 1999 – 11 місце (Група В)
- 2000 – 13 місце (Група В)
- 2001 – 5 місце (Група В)
- 2003 – 4 місце (Дивізіон І)
- 2004 – 4 місце (Дивізіон І)
- 2005 – 4 місце (Дивізіон І)
- 2007 – 3 місце (Дивізіон І)
- 2008 – 4 місце (Дивізіон І)
- 2009 – 6 місце (Дивізіон І)
- 2011 – 2 місце (Дивізіон ІІ)
- 2012 – 3 місце (Дивізіон І, Група В)
- 2013 – 1 місце (Дивізіон І, Група В)
- 2014 – 4 місце (Дивізіон І, Група А)
- 2015 – 3 місце (Дивізіон І, Група А)
- 2016 – 2 місце (Дивізіон І, Група А)
- 2017 – 6 місце (Дивізіон ІА)
- 2018 – 1 місце (Дивізіон ІА)
- 2019 – 10 місце
- 2022 – 1 місце (Дивізіон ІА)
- 2023 – 10 місце
- 2024 – 3 місце (Дивізіон ІА)
- 2025 – 4 місце (Дивізіон ІА)

### Виступи на Олімпійських іграх
Жіноча збірна Норвегії жодного разу не кваліфікувалась на Олімпійський хокейний турнір.

## Галерея

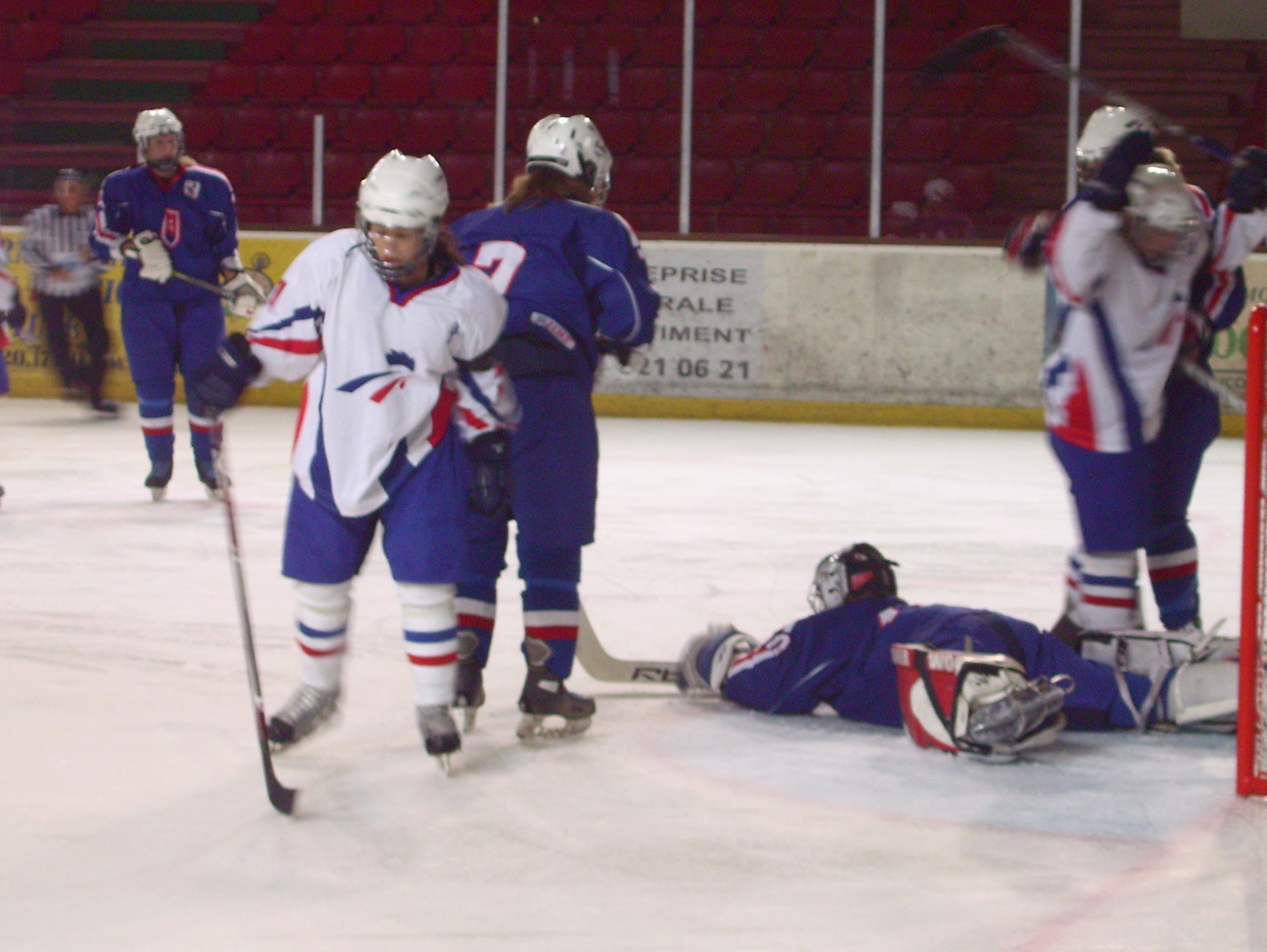
Матч Франція-Словаччина (28 серпня 2008)
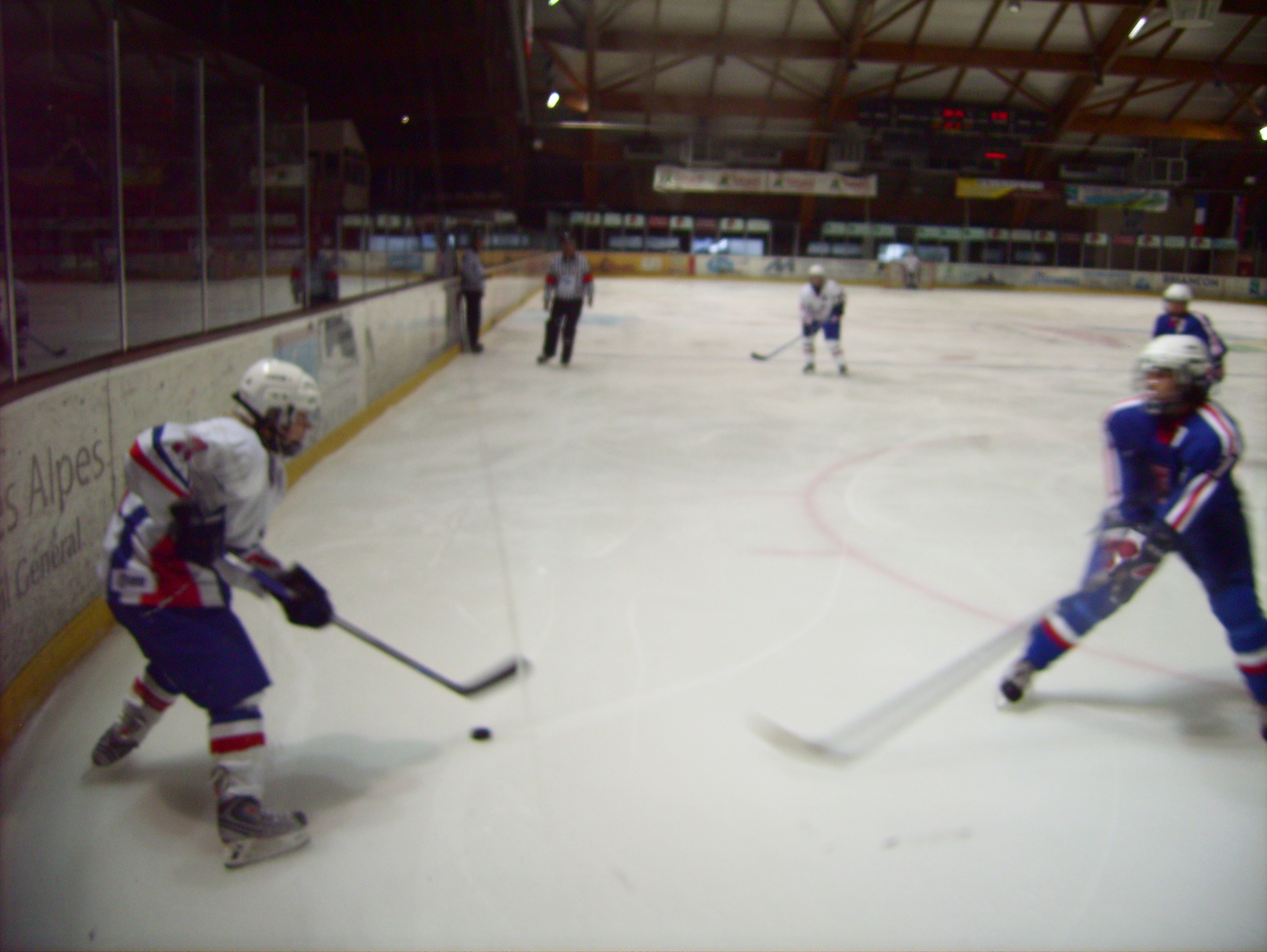
Матч Франція-Словаччина (28 серпня 2008)
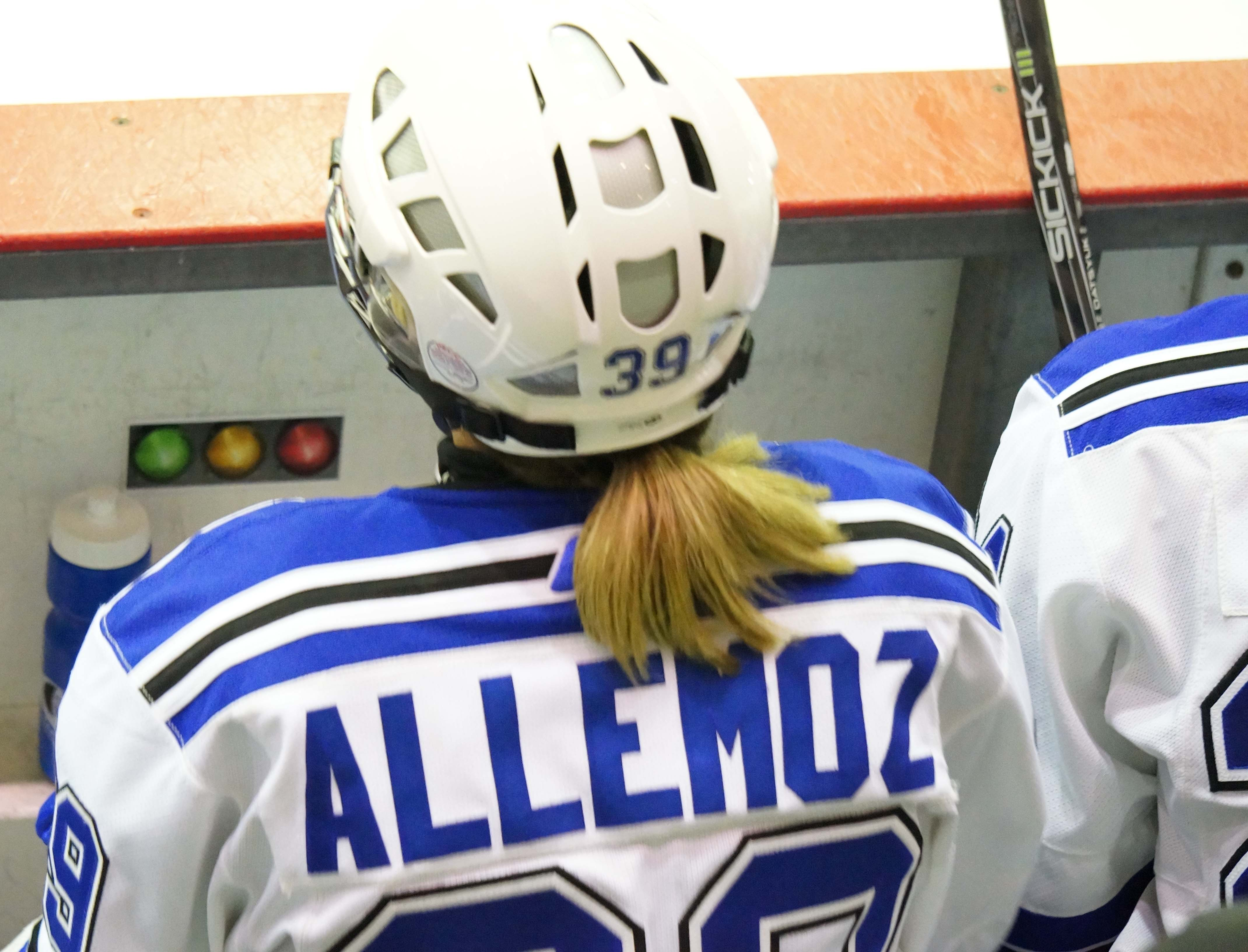
Багаторічний капітан збірної Маріон Аллемо